# Katharina Slanina

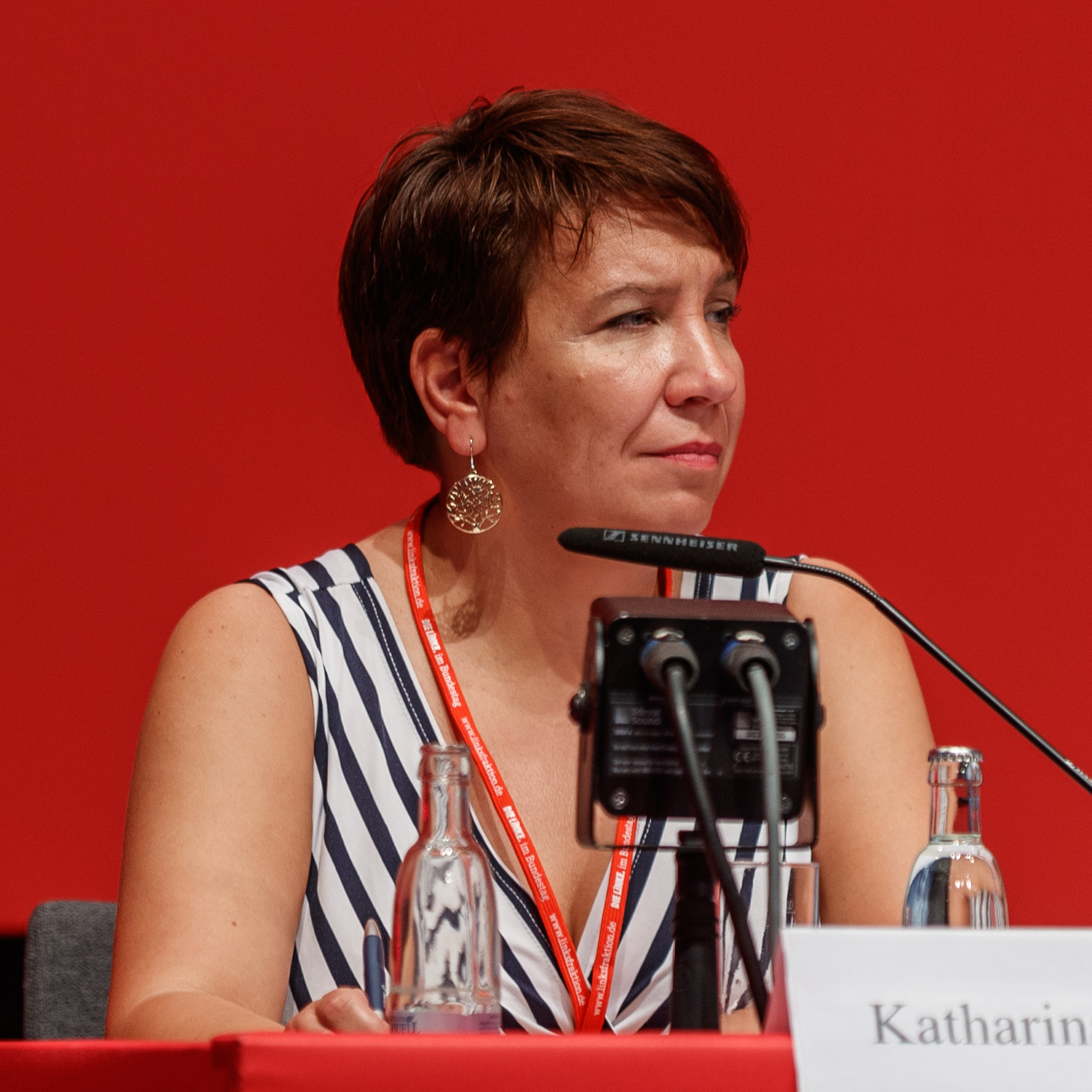
Katharina Slanina (2022)

Katharina Slanina (* 30. Mai 1977) ist eine deutsche Politikerin (Die Linke). Sie ist seit 2020 Landesvorsitzende der Linken Brandenburg und seit 2023 auch Verbandsratsvorsitzende der Volkssolidarität Brandenburg.

## Leben

### Ausbildung und Beruf
Slanina studierte Rechtswissenschaften an der Humboldt-Universität zu Berlin und ist Diplom-Betriebswirtin (FH). Sie arbeitet als Rechtsanwältin und war zunächst Personalreferentin und anschließend Personalleiterin bis zu ihrer Ernennung am 1. März 2022 zur Fraktionsgeschäftsführerin der Fraktion Die Linke im Bundestag. Diese Tätigkeit übte sie bis zur Auflösung der Fraktion am 6. Dezember 2023 aus. Zuvor arbeitete sie in unterschiedlichen Untersuchungsausschüssen bei der brandenburgischen Landtagsfraktion.

### Politik
Slanina ist Landesvorsitzende der Linken Brandenburg und war bis 2020 auch stellvertretende Kreisvorsitzende der Linken im Landkreis Barnim. Von 2016 bis 2020 war sie vier Jahre Mitglied der Landesschiedskommission ihres Landesverbandes. Sie kandidierte 2019 als hauptamtliche Bürgermeisterin der Gemeinde Schorfheide und unterlag dem Bürgermeisterkandidaten des Bündnisses Schorfheide mit einem Unterschied von 29 Stimmen.
Im November 2023 wurde sie zur Verbandsratsvorsitzenden der Volkssolidarität Landesverband Brandenburg gewählt.
Sie stellte sich für die Landtagswahl in Brandenburg 2024 im Wahlkreis 29 als Direktkandidatin auf, um sich mit dem Rechtsextremisten Dennis Hohloch auseinanderzusetzen. Sie erhielt dabei 4,6 Prozent der Erststimmen. Ein Einzug gelang der Linken bei dieser Wahl nicht in den Landtag.